# 馬茹希夫卡
51°23′54″N 31°5′39″E / 51.39833°N 31.09417°E
馬茹希夫卡（烏克蘭語：Мажугівка），是烏克蘭北部切爾尼希夫州切爾尼希夫區洪恰里夫斯凯市镇的村落。始建於1781年，面積0.31平方公里，海拔高度129米，2001年人口24，人口密度每平方公里76.9人。